# Transplantatie

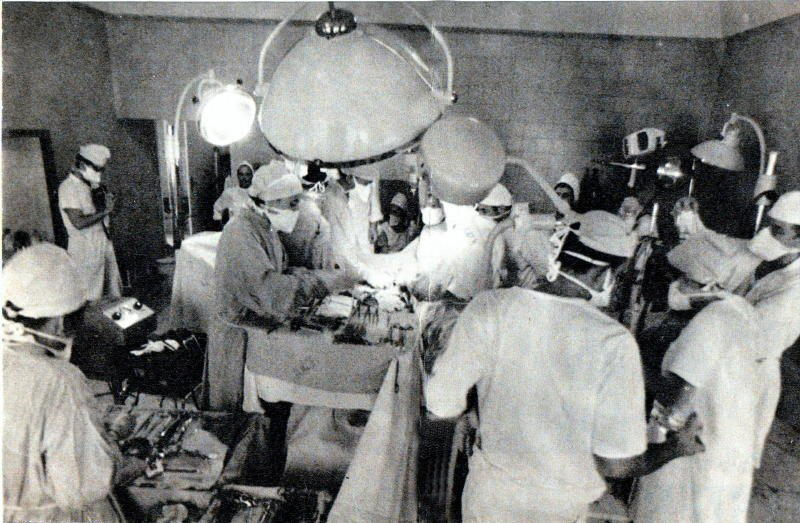
Transplantatieoperatie in 1968

Een transplantatie is het vervangen van een slecht of geheel niet meer functionerend orgaan van een patiënt, meestal door dat van een donor. Organen die kunnen worden getransplanteerd, zijn bijvoorbeeld het hart, de huid, longen, nieren, alvleesklier, hoornvlies en lever. Gedeelten van organen zoals huid, lever of beenmerg worden ook getransplanteerd. Bij neurotmesis kan zenuwtransplantatie uitkomst bieden.
Orgaantransplantaties worden op verschillende plaatsen in Nederland uitgevoerd.

## Afstoting
Het lichaam beschouwt vreemde cellen als een vijandige infectie en zal ze vernietigen. Die afstoting gaat onder invloed van MHC-I-receptoren. Normaal is dit een goedaardig mechanisme, waardoor ziekten worden voorkomen, maar bij een transplantatie is het een groot probleem.
Om afstoting te vermijden, gebruikt men een histocompatibele donor. De kans is groot dat dat een familielid is, maar het kan ook iemand anders zijn. Soms kan een deel van een orgaan van de patiënt zelf worden gebruikt, bijvoorbeeld bij huidtransplantaties, en zal er in dat geval geen afstoting optreden. Om te weten of het te transplanteren weefsel niet zal worden afgestoten, wordt in een laboratorium het weefseltype van het donororgaan bepaald. Deze informatie wordt in een database opgeslagen, zodat snel het juiste donorweefsel kan worden teruggevonden.
Als er een acute afstoting tegen het nieuwe lichaamsvreemde orgaan plaatsvindt, gebeurt dit meestal in de eerste zes tot twaalf maanden na de transplantatie. Het gebeurt dat het lichaam bij een acute afstoting antilichamen produceert, die zich tegen het orgaan richten. Orgaanschade door plaatselijke ontstekingsreacties is het gevolg. De kans op afstoting van het orgaan blijft ook na deze eerste periode bestaan. De kans op een acute afstoting is weliswaar klein geworden, maar chronische afstoting kan nog steeds wel plaatsvinden. Chronische afstoting is het langzaam minder worden van de orgaanfunctie. Het blijft wel nodig dat de patiënt de rest van zijn leven dagelijks immuunsuppressiva blijft innemen, geneesmiddel om afstoting te voorkomen. De patiënt is hierdoor wel vatbaarder voor andere simpele infecties, zoals een verkoudheid of griep.

## Cross-overtransplantatie
Soms wil iemand een orgaan doneren aan een familielid maar is dit niet direct mogelijk, bijvoorbeeld door een verschil in bloedgroep of fysieke locatie van de donor en de ontvanger. Dan kan de donor zijn orgaan aan een ander doneren, bijvoorbeeld iemand die hoog op de wachtlijst staat, en de ontvanger krijgt dan, met prioriteit, een orgaan van een reguliere donor.

## Voorbeelden
- Harttransplantatie
- Hoornvliestransplantatie
- Huidtransplantatie
- Levertransplantatie
- Longtransplantatie
- Niertransplantatie
- Nier-pancreastransplantatie
- Stamceltransplantatie
- Xenotransplantatie

| soorten transplantatie  | soorten transplantatie   | soorten transplantatie                                                     |
| naam                    | herkomst weefsel         | voorbeelden                                                                |
| ----------------------- | ------------------------ | -------------------------------------------------------------------------- |
| autologe transplantatie | van de patiënt zelf      | plastische chirurgie, de huid orthopedie, bot                              |
| allogene transplantatie | van soortgenoot, de mens | nier, lever, hart, long, alvleesklier, stamcellen, huid, bot, hoornvliezen |
| xenotransplantatie      | andere soort             | hartkleppen van varkensweefsel                                             |